# 短剣道
短剣道（たんけんどう）は、日本の脇差（小太刀）の心技・短剣の用法等を研究・改良されて大正10年（1925年）に成立した短剣術が昭和53年（1978年）に近代スポーツとして競技武道化したもの。剣道のような防具を身につけて短い竹刀を用いて打突しあう競技である。

## 歴史

### 旧日本軍の短剣術

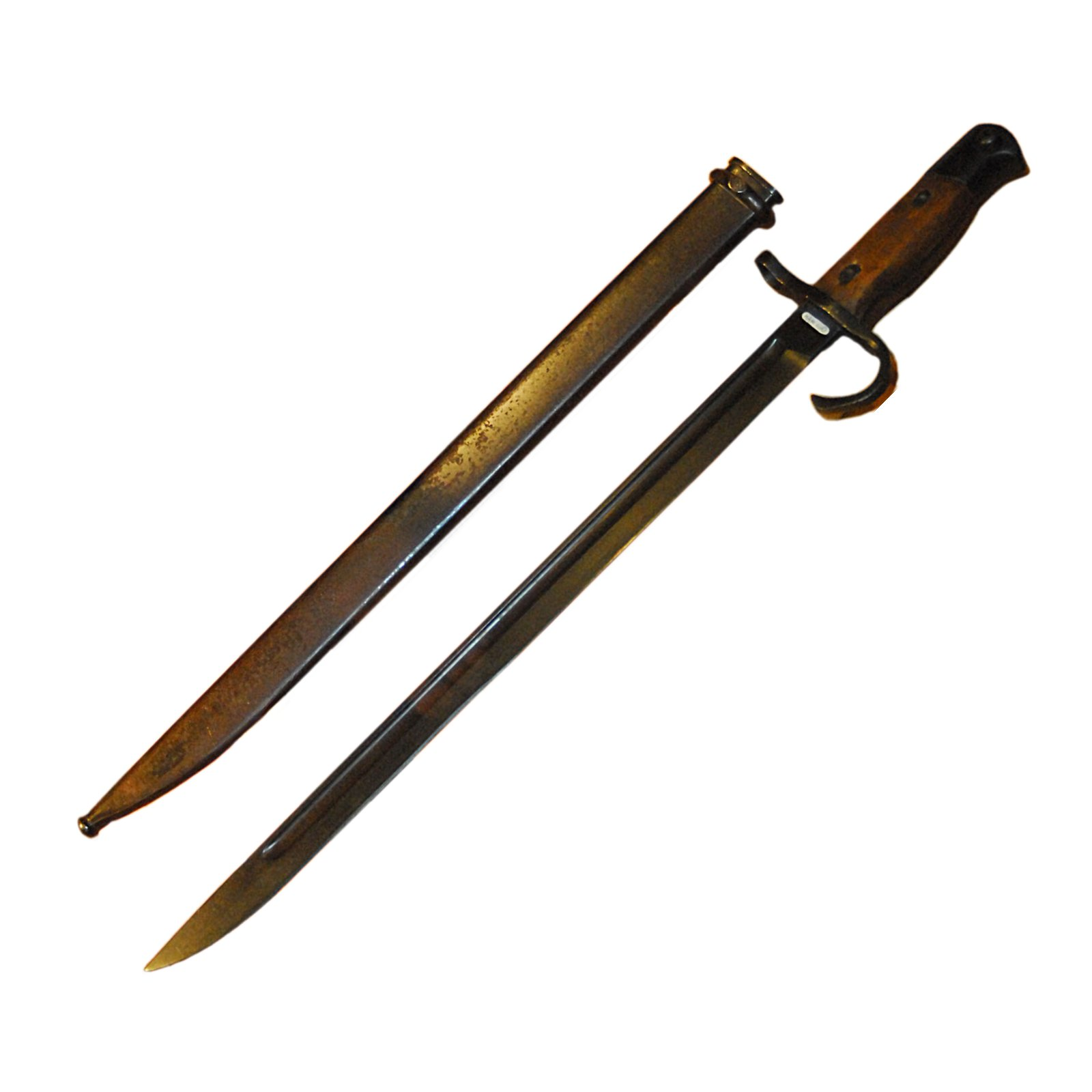
着剣していない状態の銃剣

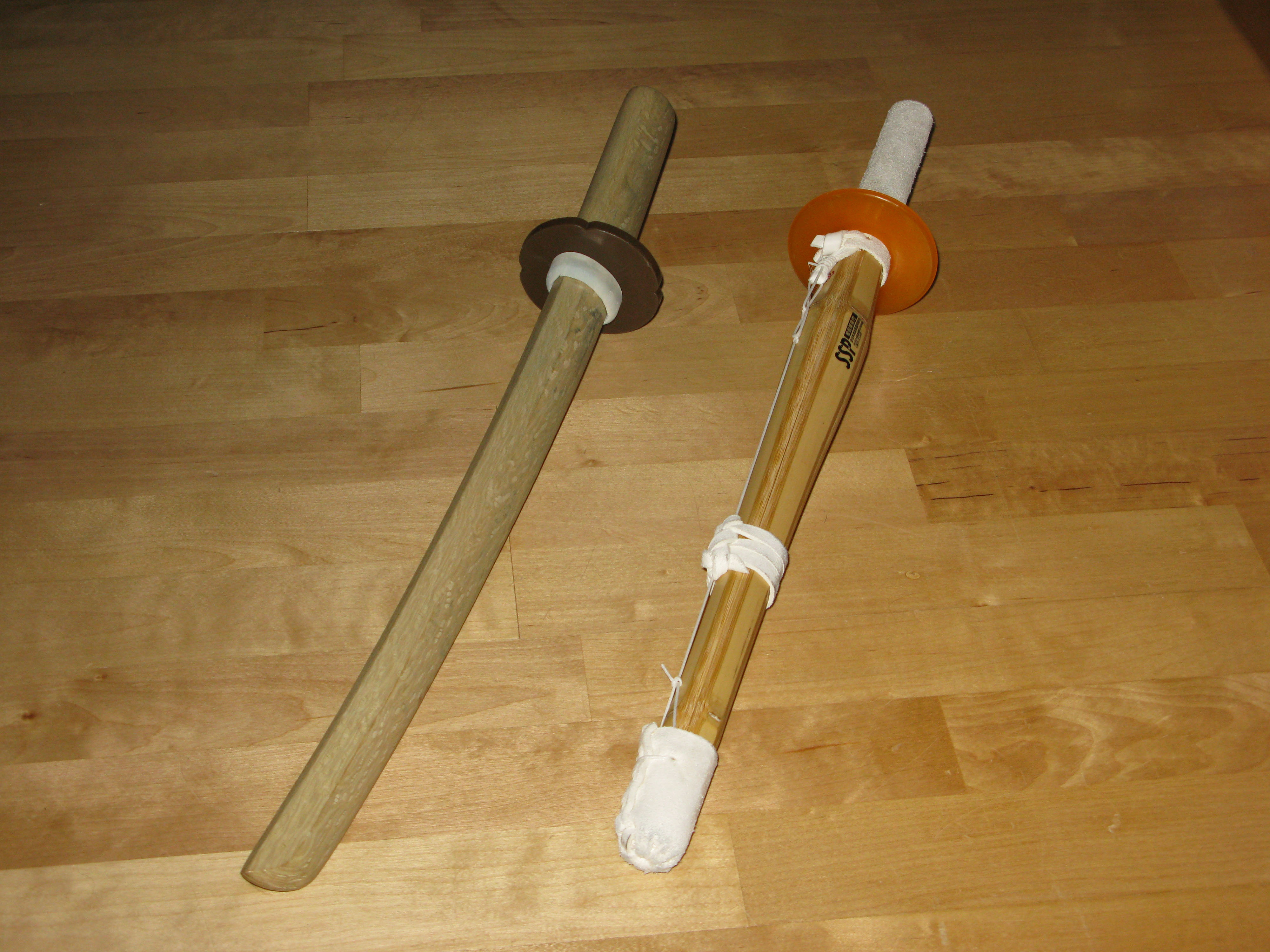
短剣道の稽古に使用する木刀、竹刀

明治維新後に発足した大日本帝国陸軍は、フランス陸軍から教官を招聘し、フェンシングと西洋式の銃剣術を訓練した。明治20年（1887年）、フランス人教官が解雇帰国すると、フェンシングや西洋式の銃剣術を取りやめ、日本の伝統的な剣術や槍術を元にした独自の剣術・銃剣術を制定する動きが起こった。
その後、第一次世界大戦において塹壕戦でナイフが役立ったことから短剣術の研究も進められた。日本剣術の小太刀術を基に研究され、大正10年（1925年）に短剣術が制定された。短剣術とは、着剣（銃剣を小銃に装着）していない状態の銃剣を用いる戦技である。
昭和20年（1945年）に敗戦すると、日本軍は解体され、GHQ指令により武道が禁止された。

### 現代の短剣道
昭和31年（1956年）、全日本銃剣道連盟が発足し、スポーツ武道としての「銃剣道」が始まるが、短剣道は実施されなかった。昭和53年（1978年）、全日本銃剣道連盟は短剣道を導入して普及を開始した。
現在の短剣道の技術や試合規則は剣道に近いが、歴史的経緯から全日本剣道連盟ではなく全日本銃剣道連盟が統括している。
一般の競技者もいるが、スポーツが盛んな大学でも同好会や剣道部の一活動など低調である。銃剣道と同じく防衛大学校や自衛隊では盛んに行われており、大会参加者の大半が自衛官ということもある。
実業団としてはALSOKの銃剣道部が大会に参加しており、有段者が在籍している。

## 短竹刀
全長530mm（先革/柄革を装着した際の長さ）の短剣道用竹刀を用いる。
本来、短剣道のベースになっている三十年式銃剣の全長512mmに対し38mmほど長くなっている理由は、剣道における日本剣道形での小太刀の型に用いる小太刀用木刀が全長550mm（一尺八寸）になっているためである。
なお、開発に際して三十年式銃剣をモデルにしたとされるイギリスのM1907バヨネットが全長550mmであり、こちらの方が短剣道用竹刀とサイズ的には同じ。

## 技術
小太刀術と同じように、入り身して相手を制しながら攻撃することが特色である。その為、制体技という相手の手を制しながらの打突が認められているのが特色である。
有効打突は面打、ノド突、胴突、小手打である。
服装は剣道とほぼ同じであるが、短い竹刀を使用し、右手に指嚢/指袋（しのう）という防具を着ける銃剣道と違い、右手に篭手を付け、左手は何もつけないのが大きな違いである。

## 試合
短剣道の試合は、銃剣道と同じ10m四方の試合場の中で、短剣道用の竹刀（長さが53cm+2cmで重さが成人男子用が250g、女子や18歳未満は200g）で行う。
規則は以下の通りである。
- 有効打突は胴・喉への突き、面、小手である。
- 3名の審判員のうち2名以上が旗を上げれば一本となる。
- 三本勝負の場合は制限時間内に2本先取した方が勝利、一本勝負の場合は制限時間内に1本先取した方が勝ちとなる。
- 両者勝負がつかない場合は延長・引き分け・判定のいずれかとなるが、大会試合規則によって異なる。

## 主な大会
2001年（平成13年）から全日本短剣道大会が開催されている。会場は第1回は自衛隊体育学校、第2回以降は日本武道館である。

## 段級位制・称号
全日本銃剣道連盟が段級位および称号（範士、教士、錬士）を授与している
| 短剣道の段位と取得条件 | 短剣道の段位と取得条件                                         | 短剣道の段位と取得条件 |
| 段位                   | 昇段審査資格                                                   | 年齢制限               |
| ---------------------- | -------------------------------------------------------------- | ---------------------- |
| 初段                   | 入門後即時受験可                                               | なし                   |
| 二段                   | 初段取得から1年後                                              | なし                   |
| 三段                   | 初段取得から1年後 （初段保持者がこちらをいきなり受けてもよい） | なし                   |
| 四段                   | 三段取得から2年後                                              | 22歳以上               |
| 五段                   | 四段取得から2年後                                              | 22歳以上               |
| 六段                   | 五段取得から3年後                                              | 25歳以上               |
| 七段                   | 六段取得から4年後                                              | 33歳以上               |
| 八段                   | 七段取得から6年後                                              | 48歳以上               |

初段～五段までは都道府県での審査（年2回）、六段以上は全国審査で年１回
| 短剣道の昇段審査科目（初段～五段） | 短剣道の昇段審査科目（初段～五段） | 短剣道の昇段審査科目（初段～五段） | 短剣道の昇段審査科目（初段～五段） | 短剣道の昇段審査科目（初段～五段） | 短剣道の昇段審査科目（初段～五段） | 短剣道の昇段審査科目（初段～五段） | 短剣道の昇段審査科目（初段～五段） |
| 段位                               | 喉突                               | 喉連続突                           | 面打                               | 右払喉突                           | 左払喉突                           | 入身制体技２種                     | 試合                               |
| ---------------------------------- | ---------------------------------- | ---------------------------------- | ---------------------------------- | ---------------------------------- | ---------------------------------- | ---------------------------------- | ---------------------------------- |
| 初段                               | ○                                  | ○                                  | ○                                  |                                    |                                    |                                    | ○                                  |
| 二段                               | ○                                  | ○                                  | ○                                  |                                    |                                    |                                    | ○                                  |
| 三段                               | ○                                  | ○                                  | ○                                  | ○                                  |                                    |                                    | ○                                  |
| 四段                               | ○                                  | ○                                  | ○                                  | ○                                  | ○                                  |                                    | ○                                  |
| 五段                               | ○                                  | ○                                  | ○                                  | ○                                  | ○                                  | ○                                  | ○                                  |